# Hamilton Air Force Base
Hamilton Air Force Base est une ancienne base de l'United States Air Force située sur la côte de la Baie de San Pablo au sud de Novato en Californie.

## Historique
Le 84th Fighter-Interceptor Squadron, alors affecté à cette base destiné à la défense de la région de San Francisco, sera la première unité à recevoir des F-89B Scorpion en juin 1951.